# LeShon Collins
LeShon Collins (ur. 11 grudnia 1993 w Chester) – amerykański lekkoatleta specjalizujący się w biegach sprinterskich. 
Złoty medalista IAAF World Relays (2017).
Medalista mistrzostw Stanów Zjednoczonych. Stawał na podium czempionatu NCAA.

## Osiągnięcia
| Rok  | Impreza           | Miejsce | Konkurencja             | Lokata     | Wynik |
| ---- | ----------------- | ------- | ----------------------- | ---------- | ----- |
| 2017 | IAAF World Relays | Nassau  | sztafeta 4 × 100 metrów | 1. miejsce | 38,43 |

## Rekordy życiowe
- Bieg na 60 metrów (hala) – 6,54 (2017)
- Bieg na 100 metrów – 10,11 (2017) / 10,00w (2017)
- Bieg na 200 metrów – 20,43 (2016)